# Distrito de San Pedro de Cachora
El Distrito de San Pedro de Cachora es uno de los nueve distritos de la Provincia de Abancay ubicada en el departamento de Apurímac, bajo la administración del Gobierno regional de Apurímac, en el sur del Perú.
Desde el punto de vista administrativo de la Iglesia católica forma parte de la Diócesis de Abancay la cual, a su vez, pertenece a la Arquidiócesis de Cusco.

## Historia
El distrito fue creado mediante Ley n.º 9857 del 7 de diciembre de 1943, en el primer gobierno de Manuel Prado Ugarteche.

## Ubicación y geografía
Está ubicado en las siguientes coordenadas geográficas: 13º31’06” latitud sur y 72º49'00" longitud oeste, a 2.903 m s. n. m., con una superficie de 108,77 km² y una población de 3849 habitantes, estimada al 2017.

## Autoridades

### Municipales
- 2023 - 2026
  - Alcalde Nirton Raúl Ccahuana Motta
- 2019 - 2022
  - Alcalde: Timoteo Sullcahuaman Valdiglesias
- 1015 - 2018
  - Alcalde: Amilcar Chiclla Valdiglesias
- 2011 - 2014:[3]
  - Alcalde: Félix Walter Valer Ayquipa, Movimiento Popular Kallpa.
- 2007 - 2010
  - Alcalde: Huber Cuaresma Espinoza.

## Turismo
El pueblo de Cachora es el inicio de la ruta de senderismo de unos 31,5 km al complejo arqueológico de Choquequirao, que luego se puede continuar por unos 100 km hasta el Santuario Nacional de Machu Picchu.

## Festividades
- San Juan
- San Pedro
- Señor de Exaltación - Es una fiesta patronal que se celebra cada 14 de septiembre, el lugar de la fiesta que se lleva a cabo es en la comunidad de T'astapoyoncco barrio Paccaypata donde un día antes 13 de septiembre realizan la cerenata, el 14 de septiembre es la fiesta central y por último el 15 de septiembre se realiza el famoso Altarpashcay.
- Señor de Huanca

## Galería

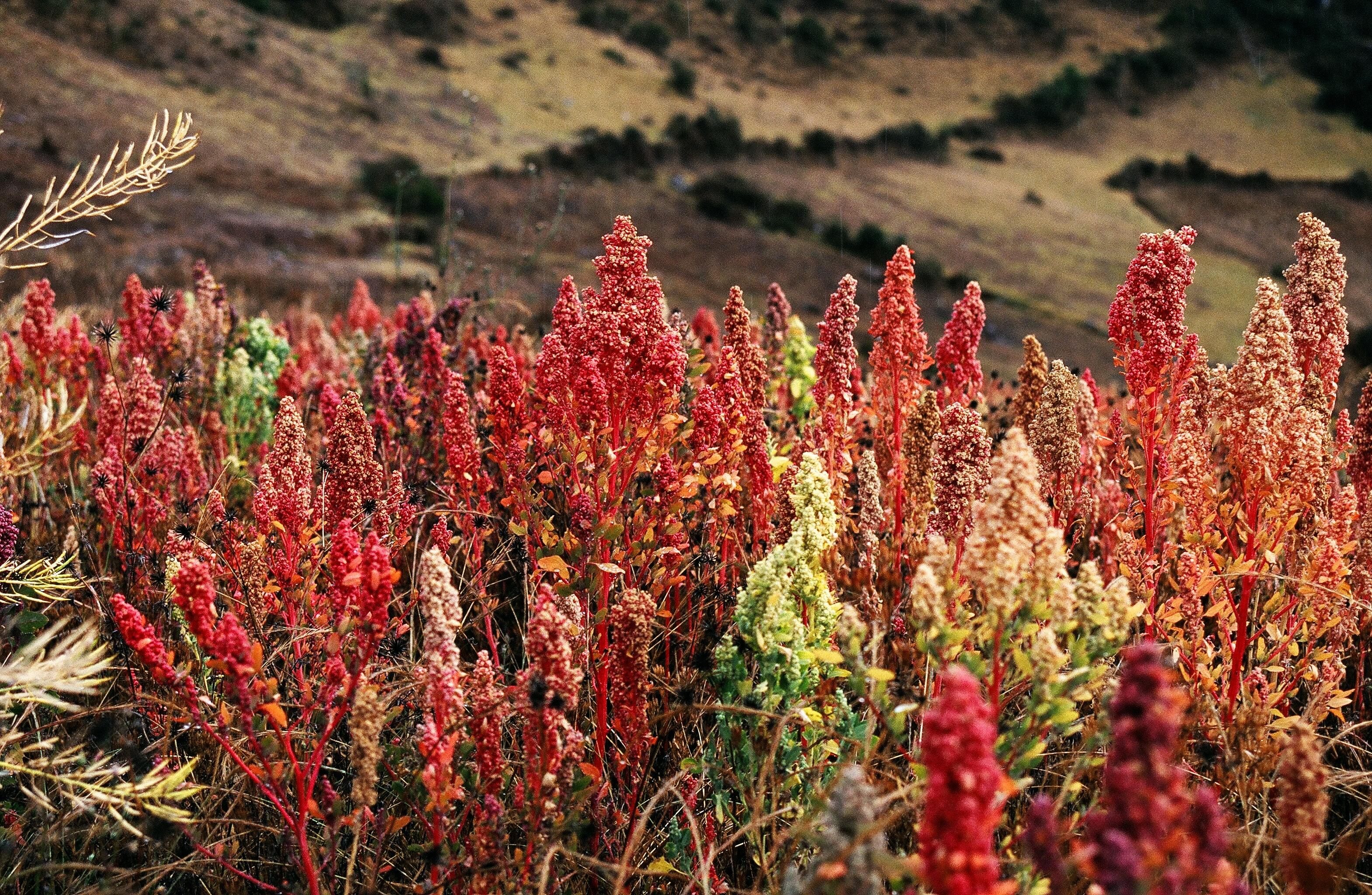
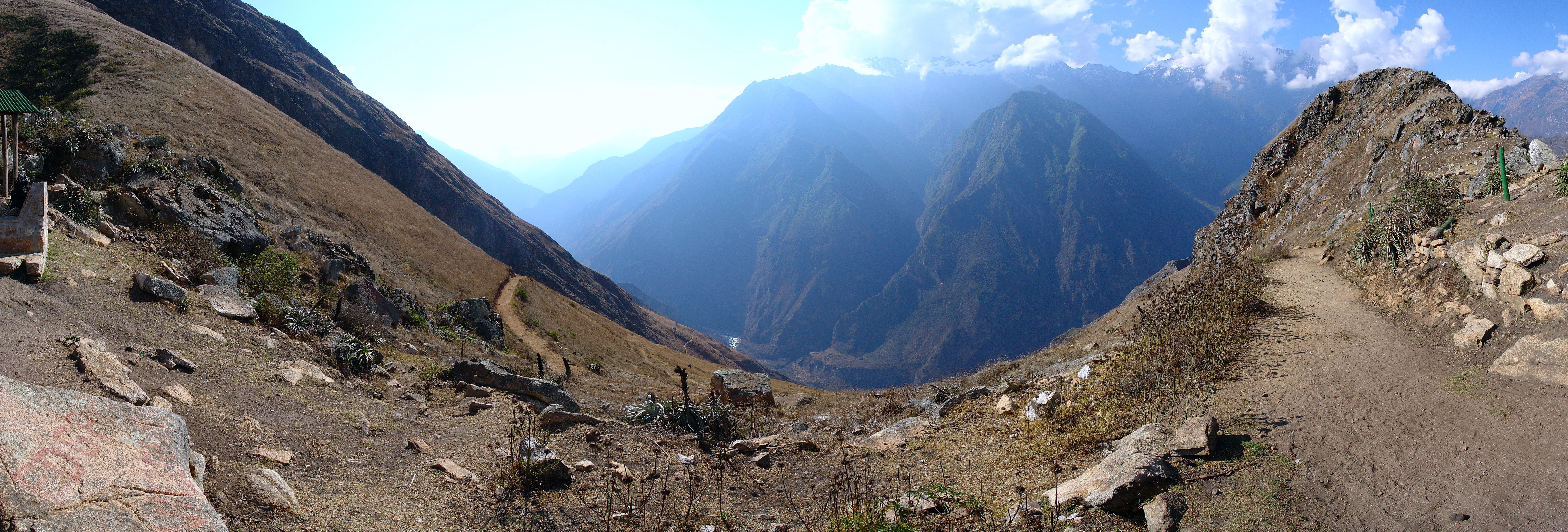
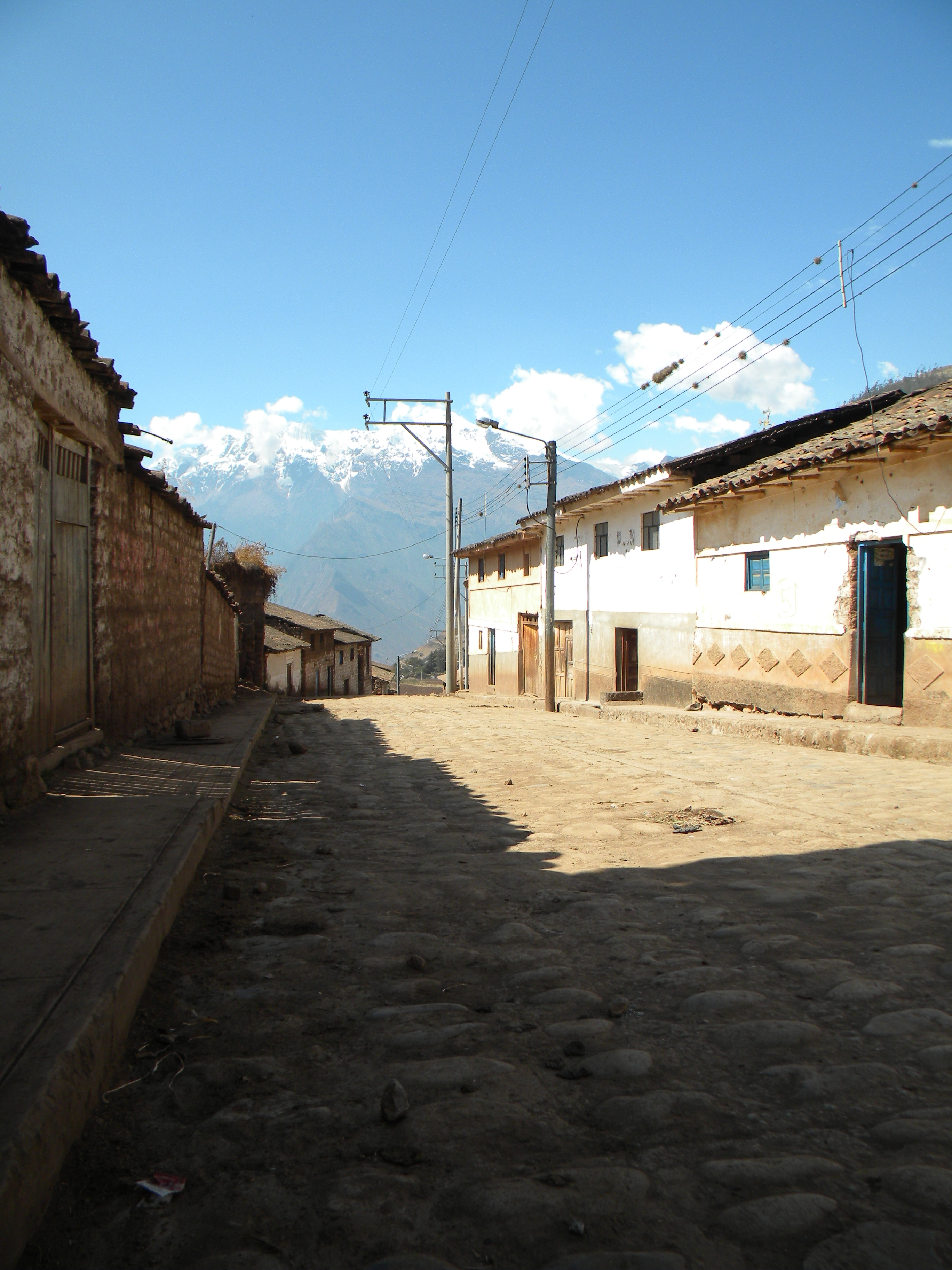